# Landfautei am Bruhrain
Die Landfautei am Bruhrain war seit dem 14. Jahrhundert ein Amt zur Verwaltung der rechtsrheinischen Gebiete des Hochstifts Speyer und ging Ende 1802 in das badische Amt Bruchsal über.

## Geschichte
Mit dem Ausbau von Udenheim zur neuen Residenzstadt der Bischöfe von Speyer seit 1338 entstand eine Amtsstruktur für die rechtsrheinischen Besitztümer des Hochstifts Speyer. Die Landfautei am Bruhrain mit einem adeligen Amtsvorstand, dem Obervogt oder Landfaut, war allen anderen Ämtern des Amtsbereichs übergeordnet, die unter einem Vogt oder Schultheiß standen. In Udenheim wurde Ende des 15. Jahrhunderts ein Amtsgebäude errichtet, so dass 1539 Schloss, Vorhof und Landfautei mit Mauer und Wassergraben umgeben eine selbständig befestigte Einheit bildeten. Der Landfaut leitete in Personalunion gleichzeitig auch das Oberamt Udenheim. 1632 wurde die Landfautei nach Bruchsal verlegt, wo die neue Residenz entstehen sollte, und schließlich die Landfautei mit dem Oberamt Bruchsal zusammengelegt. Damian Hugo von Schönborn machte Bruchsal 1719 zur Bischofsstadt und zum Sitz der zentralen Verwaltungsbehörden des Bistums. In der Folge entstand das Vizedomamt Bruchsal. Im Reichsdeputationshauptschluss wird die Auflösung der geistlichen Territorien zum 1. Dezember 1802 bestimmt und aus dem Fürstbischöflichen Vizedomamt Bruchsal wird das Markgräflich badische Oberamt Bruchsal.

## Ämtereinteilung um 1765
- Vizedom- und Oberamt Bruchsal mit Bruchsal, Büchenau, Büchig, Neibsheim, Neuenbürg und Neuthard.
- Oberamt Kislau mit Forst, Hambrücken, Kirrlach, Langenbrücken, St. Leon, Mingolsheim, Östringen, Rettigheim, Rot, Stettfeld, Ubstadt, Weiher, Kronau und Zeutern.
- Amt Grombach mit Obergrombach und Untergrombach.
- Amt Rotenberg mit Balzfeld, Dielheim, Horrenberg, Malsch, Malschenberg, Mühlhausen, Rauenberg und Rotenberg.
- Amt Philippsburg mit Huttenheim, Neudorf, Oberhausen, Unterhausen, Philippsburg, Rheinhausen, Rheinsheim, Wiesental und Waghäusel.
- Stadtschultheißerei Waibstadt
- Mit Baden gemeinsame Amt und Stadt Gernsbach mit Scheuern und Staufenberg.
- Mit dem Hochstift Worms gemeinsame Amt Neckarsteinach, wobei Neckarsteinach gemeinschaftlich und Brombach und Darsberg nur speyerisch waren.

## Amtsvorstände
1396 bis 1802: Landfautei am Bruhrain in Udenheim, danach in Bruchsal
- 1374            Kraft von Hohelohe
- 1385–1409       Hans von Gemmingen (Amtmann im Bruhrain)
- 1409, 1413      Wilhelm von Helmstatt
- 1426–1450       Weiprecht III. von Helmstatt
- 1449            Eberhard von Venningen
- 1451            Martin von Helmstatt
- 1456            Dieter VI. von Angelach-Angelach († 1464)
- 1457            Diether von Venningen (Bruder des Bischofs Siegfried III. von Venningen)[1]
- 1464–1483       Hans von Gemmingen, genannt Giener
- 1485–1490       Eberhart (Erhart) von Helmstatt
- 1490–1491       Philipp von Nippenburg
- 1491–1496       Hans von Helmstatt
- 1500, 1506      Peter Nagel von Dirmstein
- 1508–1516       Christoff von Weingarten
- 1516–1521       Conrad von Sickingen
- 1522–1525       Hans von Buhel (Böhl)
- 1528–1531       Hieronymus von Helmstatt
- 1532            Adam Hundt

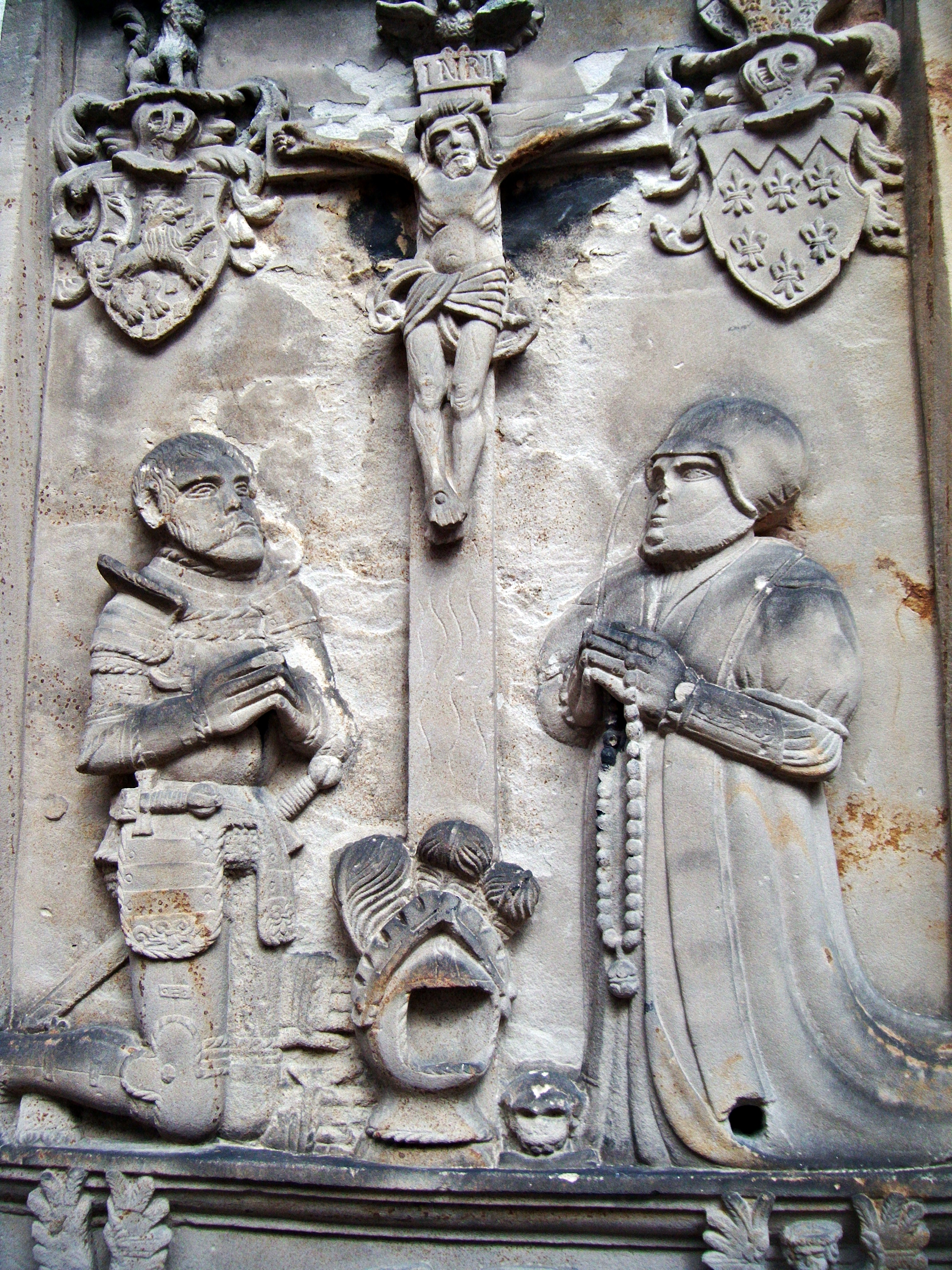
Vogt Wilhelm von Löwenstein und seine Gattin, auf ihrem Grabstein in Deidesheim

- 1533–1537       Konrad von Helmstatt
- 1537–1542       Hans Pleiker Landschad von Steinach
- 1544–1553       Hans Erhart von Flersheim
- 1553–1554       Wolf Kämmerer von Worms, genannt von Dalberg
- 1557–?          Philipp von Angelach
- vor 1560–1562   Wilhelm von Löwenstein[2][3]
- 1581–1582       Friedrich Landschad von Steinach
- 1586            Georg Christoph von Walbronn zu Ernsthofen
- 1587            Friedrich Landschad von Steinach
- 1587, 1594      Wilhelm Schliederer von Lachen (Bruder des Caspar Schliederer von Lachen)
- 1595–1599       Philipp von Holdinghausen
- 1599–1620       Philipp Melchior von Dalheim
- 1620–1632       Jacob Zandt von Mörl (Landfaut)
- 1628–1645       Jakob von Portenheim (Oberamtmann)
- 1652–1655       Wolf Heinrich von Metternich (Landfaut)
- 1677–1684       Matthias von Kerching (Faut)
- 1686            Franz Arnold von Hoen de Carthylz
- 1698            Johann Philipp von der Fels (Landfaut)
- 1712–1730       Johann Philipp von Rollingen (Landfaut)
- 1734–1743       von Karg zu Bebenburg (Oberhofrat)
- 1743–1746       Karl Wilhelm von Lehrbach (Landfaut)
- 1754–1761       Franz Adalbert von Radenhausen (Landfaut)
- 1767–1776       Adolph von Heddersdorf (Vizedom- und Oberamtmann)
- 1776–1783       Johann Fidel von Thurn
- 1783–1793       Franz von Asbeck
- 1793            Johann Wendelin Thierry (Hofrat und Amtmann)